# Передбачення кінця Вікіпедії
Різні публікації і коментатори висунули низку пророкувань кінця Вікіпедії. Близько 2005 року, коли Вікіпедія стала вже добре відомою на Заході, один за одним почали з'являтися сценарії її приреченості, засновані на різних припущеннях. Наприклад, одні заявляли про погіршення якості статей Вікіпедії, в той час як інші говорили, що потенційні редактори відвертаються від неї. Провісники кінця Вікіпедії припускають, що з'явиться вебсайт подібного спрямування, який врешті-решт затьмарить її, або що розбіжності всередині спільноти Вікіпедії призведуть до краху Вікіпедії як проекту.
Деякі передбачення вважають недоліки Вікіпедії фатальними, а деякі продовжують прогнозувати, що інший вебсайт буде робити те, що робить Вікіпедія, але без цієї фатальної вади, що, таким чином, зробить з нього «губителя» Вікіпедії, який захопить увагу і ресурси, які в даний час отримує Вікіпедія. Існує безліч мережевих енциклопедій; передбачувані замінники Вікіпедії включають тепер уже закриту Google Knol, WolframAlpha і AOL Owl.

## Передумови
Деякі критики вказують на конкретні містифікації, помилки, пропаганду та інший поганий вміст і стверджують, що недолік хорошого контенту призведе до того, що люди шукатимуть кращий вміст в інших місцях.
Вікіпедія залучає ресурси кількох мільйонів добровільних редакторів. Десятки тисяч привносять більшу частину вмісту і здійснюють контроль якості та технічне обслуговування. У 2010-му їх число неухильно зростало, але іноді воно і скорочувалося. Різні джерела прогнозують, що, врешті-решт, у Вікіпедії залишиться занадто мало редакторів для того, щоб підтримувати її роботу, і вона згорнется через нестачу учасників.
У Вікіпедії є кілька тисяч добровільних адміністраторів які виконують різні функції, зокрема й функції, подібні до тих, що виконують модератори форумів. Критики описують їх дії як суворі, бюрократичні, упереджені, несправедливі або примхливі, і пророкують, що обурення з приводу таких дій призведе до закриття сайту. Деякі з таких критиків обізнані з обов'язками адміністраторів; інші ж просто припускають, що вони керують сайтом.

### Скорочення редакторів

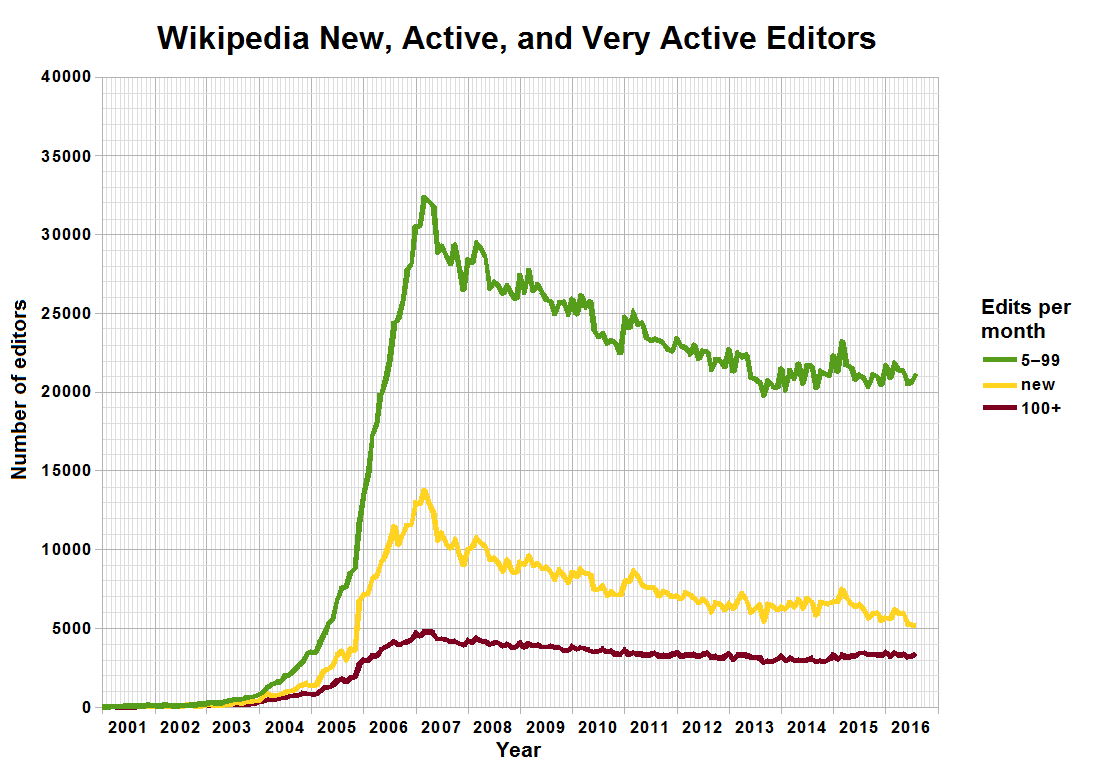
Число новачків (жовтий), активних (зелений) і вельми активних (коричневий) редакторів англомовної Вікіпедії за роками

Аналіз тенденцій, що стосуються даних, оприлюднених Вікімедіа, говорить: «Число редакторів англомовного розділу за сім років скоротилося на третину». Ступінь зменшення числа активних редакторів англійської Вікіпедії було оцінено The Economist як істотний на відміну від статистики Вікіпедії іншими мовами (неанглійських Вікіпедій). The Economist повідомляє про те, що кількість учасників Вікіпедії іншими мовами із середнім числом від п'яти і більше правок за місяць з 2008 року було відносно постійним при приблизно 42 000 редакторів у межах вузьких сезонних коливань на близько 2 000 редакторів вгору або вниз.
Число редакторів англійської Вікіпедії досягло максимуму 2007 року і становило близько 50 000 осіб. Проте до початку 2014 року воно впало до 30 000. За такого темпу скорочення, за 11 років англійська Вікіпедія могла б залишитись зовсім без активних редакторів.
З огляду на те, що аналіз тенденції, виданий The Economist, відзначає відносну сталість числа активних редакторів Вікіпедії іншими мовами — приблизно 42 000 осіб, такий контраст вказує на здатність цих мовних розділів Вікіпедії зберігати своїх активних редакторів на відновлюваній і стійкій основі. Не було зроблено ніяких коментарів щодо того, які відмінності в правилах між Вікіпедією англійською та іншими мовами могло б стати причиною такої різниці.
Ендрю Лі і Ендрю Браун підтримують думку про те, що редагування Вікіпедії зі смартфона є складним і відштовхує нових потенційних учасників. Кілька років поспіль число редакторів Вікіпедії падало, і Том Сімонайт з MIT Technology Review говорить про те, що причиною цього є бюрократична структура і правила Вікіпедії. Сімонайт стверджує, що деякі вікіпедисти використовують заплутані правила і посібники для того, щоб підминати під себе інших учасників, і мають особисту зацікавленість у збереженні статус-кво. Лі стверджує, що між учасниками є серйозні розбіжності з приводу того, як вирішити цю проблему. Він побоюється за довгострокове майбутнє Вікіпедії, тоді як Браун боїться того, що проблеми у Вікіпедії залишаться, а енциклопедії, що конкурують із нею, не зможуть її замінити.